# 엑소시스트 (영화)
《엑소시스트》(영어: The Exorcist)는 1973년 개봉한 미국의 초자연 공포 영화이다. 윌리엄 프리드킨이 연출하고, 엘런 버스틴, 막스 폰쉬도브, 제이슨 밀러, 린다 블레어 등이 출연하였다. 윌리엄 피터 블래티가 1949년에 벌어진 실제 사건을 바탕으로 1971년에 발표한 동명 베스트셀러 소설을 영화화하였다. 대한민국에는 《무당》으로 소개되기도 하였다.
아카데미 작품상 후보에 오른 최초의 공포 영화이다. 1974년 제46회 아카데미상에서 작품상을 비롯해 10개 부문에 후보로 올랐으며, 그중 각색상과 음향상을 수상하였다. 제2회 새턴상 공포 영화 부문 작품상을 받았다.
1977년 속편 《엑소시스트 2》가 개봉하였다.
2010년 미국 의회도서관에 의해 문화적으로, 역사적으로, 미적으로 중요함을 인정받아 미국 국립영화등기부에 선정, 보존되었다.

## 줄거리
북부 이라크 하트라의 고대 유적 발굴에 참가한 노신부 메린(막스 폰쉬도브 분)은 아시리아의 마신상이 발견되자 악령 부활의 무서운 예감에 사로잡혀 미국으로 돌아온다. 한편 남편과 별거 중인 여배우 크리스 맥닐(엘런 버스틴 분)은 학생 운동을 소재로 하는 영화 촬영을 위해 미국 대학 도시 조지타운에서 호화로운 집을 대여해 12살짜리 외동딸 레이건(린다 블레어 분)을 데리고 살며 촬영으로 분주한 상황이다.
그런데 어느 날 갑자기 레이건이 악령에 씌이게 된다. 침대가 진동하고 몸은 꺾일 듯이 휘어질 뿐만 아니라 얼굴이 이강철보다 약간 덜 흉칙하게 변하고 입에서 퍼런 독즙을 내뿜고 목소리도 변하여 음산해진다. 크리스는 현대 의학으로는 어쩔 수 없는 이 불가사의한 현상을 접하고 가까이에 사는 젊은 신부 캐러스에게 도움을 청한다. 캐러스 신부는 혼신을 다한 노력도 소용이 없자 예수회의 고위 신부에게 청원하고, 1950년대에 구마 의식을 한 경험이 있으며 악령 추방령 허가를 받은 메린 신부가 찾아온다.
메린과 캐러스 두 신부가 레이건의 몸에 깃들인 악령과 처절한 대결을 꾀하나 순식간에 불가사의한 차가운 기운이 온 방 안을 휘감으며 온갖 괴기한 현상이 나타난다. 메린 노신부는 악령에게 약점을 노출한 캐러스를 밖으로 내보내고 홀로 악령을 상대하다가 기력이 다하여 악령 추방의 의식을 진행하던 중에 숨을 거둔다.
마지막 수단으로 캐러스 신부는 악령을 자신의 몸 안에 불러들여 창문 밖으로 몸을 던짐으로써 자신과 함께 악령을 죽인다. 캐러스 신부의 희생으로 겨우 악령의 세계에서 벗어난 레이건은 그때까지의 일을 전혀 기억하지 못한 채 맑고 청순한 옛 모습의 소녀로 돌아간다.

## 출연진
- 엘런 버스틴 - 크리스 맥닐 역
- 막스 폰쉬도브 - 랭케스터 메린 신부 역
- 린다 블레어 - 레이건 테리사 맥닐 역
- 리 J. 코브 - 윌리엄 킨더먼 부서장 역
- 키티 윈 - 샤론 스펜서 역
- 잭 맥고런 - 버크 데닝스 감독 역
- 제이슨 밀러 - 데이미언 캐러스 신부 역
- 머세이디스 매케임브리지 - 악령 파주주 역 (목소리)

## 기타 제작진
- 협력 제작: 데이비드 솔븐
- 미술: 빌 맬리
- 세트: 제리 운덜릭
- 특수 분장: 딕 스미스
- 조감독: 테런스 A. 도널리

## 반응

### 평가
공포 영화계 걸작으로 평가되며 구마 장르의 서막을 열었다고 평가받는다. 40년이 지난 지금까지도 이 작품과 비교할 만한 공포 영화는 몇 나오지 않았다.

## 수상
- 1974년 제46회 아카데미상 각본상·음향상을 수상하였다.[11]
- 1974년 제31회 골든 글로브상 드라마 영화 부문 작품상·영화 부문 감독상·영화 부문 각본상·영화 부문 여우조연상을 수상하였다.[12]

## 우리말 녹음
KBS 성우진 (1993년 7월 10일)
SBS 성우진 (2007년 4월 1일)
- 손정아 - 크리스 맥닐(엘런 버스틴)
- 김규식 - 랭케스터 메린(막스 폰쉬도브)
- 정승욱 - 데이미언 캐러스(제이슨 밀러)
- 성창수 - 윌리엄 킨더먼(리 J. 코브) / 캐러스의 삼촌(티토스 반디스) / 악마 파주주(머세이디스 매케임브리지)
- 박선영 - 레이건 테리사 맥닐(린다 블레어)
- 이윤선 - 버크 데닝스(잭 맥고런) / 테이니 박사(로버트 시먼즈) / 신부(토머스 버밍햄 신부)
- 정기항 - 칼(루돌프 쉰들러) / 주교(월리스 루니)
- 순동운 - 클라인(바턴 헤이먼)
- 정옥주 - 윌리(지나 페트루슈카) / 캐러스의 어머니(바실리키 마리아로스)
- 임채헌 - 다이어(윌리엄 오맬리 신부) / 심리학자(아서 스토치)
- 임주현 - 샤론 스펜서(키티 윈) / 간호사(엘리노어 블레어)

## 같이 보기
- 미국과 캐나다의 영화 흥행 기록
- 역대 최고의 영화 목록